# Dolarización de pasivos internos
Dolarización de pasivos internos o DPI es la denominación que reciben los depósitos y préstamos del sistema bancario de un país en una moneda distinta a la moneda local. Es importante tener en cuenta que la DPI no se refiere exclusivamente a la denominación en dólares de Estados Unidos, ya que abarca cuentas denominadas en otras divisas consideradas fuertes que se cotizan internacionalmente, tales como la libra esterlina y el franco suizo, el yen y el euro (y algunas de las predecesoras de esta última, en especial, el marco alemán).

## Medición
En los países industrializados, la DPI se calcula como la proporción respecto al producto interno bruto (PIB) de activos domésticos en moneda extranjera de los bancos locales que reportan al Banco de Pagos Internacionales. En las economías de mercados emergentes (EM) se calcula una medida alternativa de la DPI sumando los depósitos denominados en dólares y el endeudamiento externo del sector bancario en términos de proporción del PIB. Esta medida alternativa se basa en el supuesto de que los bancos calzan la moneda de sus pasivos con la de sus activos y transfieren el riesgo cambiario a los deudores. Otra medida de la DPI consiste en la proporción entre los depósitos en divisas y el total de los depósitos.

## Determinantes
En la literatura económica se conocen varios determinantes de la DPI. Entre los de mayor aceptación, y especialmente en América Latina, figuran los elevados déficits presupuestarios, las políticas monetarias laxas y los antecedentes inflacionarios. En un entorno económico que presente tales características, la moneda del país (a menudo conocida, genéricamente, como “peso”) no actúa ni como medio de cambio ni como reserva de valor predecible. Intuitivamente, se considera que otro factor determinante de la DPI es el tipo de régimen cambiario adoptado por un país. Sin embargo, existen muy pocos estudios que respalden dicha intuición. Entre dichos estudios, Berkmen y Cavallo (2007) no encuentran elementos que permitan concluir que una intervención más activa en los mercados cambiarios foráneos (como por ejemplo, una mayor medida de fijación) conduzca a una mayor dolarización de los pasivos. Asimismo encuentran que un tipo de cambio administrado rígidamente es más un efecto de la DPI que una causa de la misma. Por otra parte, se sostiene que la DPI representa una falta de confianza en la moneda del país y, en última instancia, en la calidad de la gestión gubernamental. Aquellos países cuyos gobiernos registran niveles más altos en diversos índices de calidad de gestión gubernamental exhiben niveles más bajos de DPI que otros con desempeños más bajos.

## Implicaciones
Analistas económicos atribuyen efectos positivos y negativos a la DPI. Los efectos positivos se registran mayormente a corto y mediano plazo al nivel del hogar y de las empresas. Entre estos figuran la prevención de la inflación y de la devaluación de la moneda, así como la facilitación del crédito y el endeudamiento a largo plazo, mediante el uso de una moneda relativamente estable. En cuanto a los efectos negativos o costos reales y potenciales de la DPI, éstos se registran en el desempeño de la economía a largo plazo. Cuando se produce una DPI generalizada, a menudo los actores económicos se ven obligados a experimentar un descalce cambiario entre el ingreso denominado en la moneda del país y los pasivos denominados en la divisa extranjera, lo que representa el único medio disponible para el endeudamiento a largo plazo. Los descalces cambiarios constituyen un peligro especialmente para las empresas y las actividades del sector de bienes y servicios no transables. Por otro lado, los países con elevados niveles de DPI a menudo se ven aquejados, además, por el fenómeno del «pecado original» (en inglés, original sin), que se define como la incapacidad de un país de endeudarse en su propia moneda. Aunque la vulnerabilidad resultante puede no ser evidente en épocas normales, se puede revelar en tiempos turbulentos, e incluso cuando no hay crisis.
Por ejemplo, en economías con un régimen de cambio fijo o administrado rígidamente, un cambio abrupto del régimen puede poner al descubierto la exposición de actores económicos que no se han protegido contra el riesgo cambiario. Las sacudidas tanto internas como externas del tipo de cambio real o del tipo de cambio efectivo real, o ambos, pueden producir efectos de balance igualmente perturbadores, con repercusiones sobre la liquidez de la economía en su conjunto. Estos problemas se pueden agudizar considerablemente en economías que no cuentan con un acreedor de último recurso eficaz o que cuentan con uno que únicamente emite deuda denominada en la moneda del país. Por otro lado, una DPI generalizada impide llevar a cabo ajustes a través del tipo de cambio real y aumenta la probabilidad de que se produzca una parada súbita de capital (en inglés, sudden stop) o que la misma sea más grave. De modo que el temor a «flotar», es decir, impedir el ajuste del tipo de cambio en respuesta a sacudidas externas (tipo de cambio flotante; en inglés, floating exchange rate) bien podría ser una consecuencia de la DPI, ya que un tipo de cambio libre podría resultar demasiado oneroso para países que tienen economías no dolarizadas oficialmente. Berkmen y Cavallo (2007) estudian empíricamente la relación de causalidad entre la DPI y el temor a flotar y encuentran argumentos que respaldan el “temor a flotar”. Los países con un elevado nivel de dolarización de sus pasivos (externos, del sector público o financieros) tienden a estabilizar su tipo de cambio. Por otro lado, en cuanto a la relación de causalidad inversa, los autores no encuentran pruebas de que una intervención más activa en los mercados cambiarios (es decir, una mayor medida de fijación) conduzca a una mayor dolarización de los pasivos. Con el tiempo, las economías con elevados niveles de DPI pueden comenzar a exhibir los siguientes problemas: i) inestabilidad en la demanda de dinero; ii) gran propensión a sufrir crisis bancarias tras una desvalorización de la moneda nacional, y iii) crecimiento lento e inestable de la producción, sin un aumento significativo del grado de desarrollo del sistema financiero interno.

## Medidas de políticas
Las políticas concebidas para reducir la DPI han tomado un sinnúmero de formas, las cuales han tenido a su vez diversos grados de éxito. Existe un acuerdo generalizado de que controlar la inflación es importante, ya que la incertidumbre producida por la inflación constituye quizás el determinante individual más importante de la DPI. Aun así, reducir la inflación por sí sola no se considera, en general, suficiente para lograr la desdolarización, dado que economías con elevados niveles de DPI pueden exhibir "histéresis" (véase concepto en inglés hysteresis) una vez que los actores ajustan sus expectativas y conductas a las transacciones denominadas en divisas extranjeras. Además, para lograr la desdolarización puede ser preciso alcanzar un bajo nivel de inestabilidad de la inflación en relación con la inestabilidad de la desvalorización del tipo de cambio real. A la fecha, únicamente dos países, Israel en los años 80 y 90, y Polonia en los 90, han logrado llevar a cabo la desdolarización sin producir consecuencias negativas generalizadas; ambos países lograron la transición combinando desinflación con un anclaje firme del tipo de cambio. Más aún, en el caso de Israel, además de un período obligatorio de retención de un año de los depósitos en dólares, se aplicó una serie de medidas provisionales entre las que figuran las siguientes: i) indexación de los depósitos al índice de precios al consumidor (IPC); ii) requisito de que los bancos tomen medidas firmes de cobertura contra el riesgo cambiario de las actividades no transables; iii) desarrollo firme de mercados de instrumentos financieros derivados, y iv) iniciativas para el desarrollo de mercados de bonos en moneda nacional. En el caso de Polonia, las iniciativas desinflacionarias coincidieron con un tipo de cambio real sumamente elevado. En circunstancias menos propicias, o a falta de políticas concebidas para facilitar el ajuste, una desdolarización forzada ha producido la fuga generalizada de capitales o bajas pronunciadas de la intermediación financiera.

## Perspectivas
En años recientes se ha venido reavivando el interés en el crédito en moneda nacional, especialmente en América Latina, y hay estudios que demuestran que la deuda del sector público se ha venido haciendo de hecho menos dolarizada. Este reavivamiento puede representar un intento de “ir en contra de la corriente” ante las expectativas de revalorización de las monedas nacionales, así como una respuesta al colapso del régimen de convertibilidad de Argentina, el cual ejemplificó los riesgos macroeconómicos de una DPI generalizada. Un segundo canal de desdolarización potencial es la concesión cada vez mayor de crédito al sector privado en moneda nacional, así como a emisores soberanos y a gobiernos subnacionales, por parte de entidades financieras internacionales, especialmente el Banco Interamericano de Desarrollo. El crédito multilateral en moneda nacional, además de brindar a esas instituciones cobertura contra el riesgo cambiario, envía una señal positiva a otros actores económicos.